# Шаповал Олександр Іванович
Олександр Іванович Шаповал — український тенор-і сопрано-саксофоніст, флейтист, диригент, заслужений діяч мистецтв України, керівник ансамблю й оркестру, один з провідних музикантів Дніпропетровська в 60-70-і рр..

## Життєпис
Народився 11 червня 1945 року Кісловодськ Дніпропетровської області. У дитинстві грав на Віолончелі, саксофон освоїв самостійно. 
У 1967 р. закінчив Національний гірничий університет України і шість років працював інженером в Інституті геотехнічної механіки імені М. С. Полякова НАН України. 
Почав грати джаз у студентському оркестрі, а в 1968 р. зібрав ансамбль. У 1968—1971 рр.. і 1973 р. виступав на дніпропетровських фестивалях з власною групою і біг-бендом Володимира Марховского. 
У 1977 р. закінчив Дніпропетровське музичне училище по класу хорового диригування, в 1973—1977 рр.. очолював вокально-інструментальний ансамбль «Водограй» і джазовий секстет. Найбільший успіх композиція «Кобзарева дума» (виповнилася на багатьох фестивалях і концертах), що стала одним із прикладів вдалого використання українського фольклору в джазі. З 1979 р. — головний диригент Київського театру естради, в 1980 р. підготував з ансамблем солістів програму «Музичний глобус». 
Починаючи з 1981 р. викладає у Київській муніципальній академії музики імені Р. М. Глієра.